# Grand-Laviers
Grand-Laviers is een gemeente in het departement Somme in de regio Hauts-de-France van Frankrijk. De gemeente maakt deel uit van het arrondissement Abbeville. Toen begin 2015 het kanton Abbeville-Nord werd opgeheven, werd de gemeente opgenomen in het nieuwgevormde kanton Abbeville-1.

## Geografie
De oppervlakte van Grand-Laviers bedraagt 9,4 km², en telt 372 inwoners (1999) en de bevolkingsdichtheid is 39,6 inwoners per km².
De onderstaande kaart toont de ligging van Grand-Laviers met de belangrijkste infrastructuur en aangrenzende gemeenten.

## Demografie
Onderstaande figuur toont het verloop van het inwonertal (bron: INSEE-tellingen).